# Orthaea
Orthaea es un género  de plantas fanerógamas perteneciente a la familia Ericaceae. Comprende 39 especies descritas y de estas, solo 25 aceptadas.   Se distribuye desde México hasta Bolivia.

## Descripción
Son arbustos bajos. Hojas alternas, perennes, cortamente pecioladas, coriáceas a subcoriáceas, pinnatinervias o plinervias. Inflorescencias axilares, racemosas, subfasciculadas, o con 1-2 flores; brácteas florales 1, diminutas o a veces grandes y vistosas, generalmente caducas; pedicelos articulados con el cáliz; bractéolas 2, generalmente basales. Flores 5-meras, la estivación valvada; cáliz sinsépalo, el tubo terete o 3-alado, el limbo erecto a suberecto, generalmente 5-lobado, o rara vez 3-lobado y entonces los lobos bractiformes y muy alargados, a veces los márgenes glandulares; corola simpétala, tubular a subcilíndrica, carnosa; estambres (8-)10, alternadamente desiguales, generalmente como1/3 del largo de la corola; filamentos distintos o ligeramente cohesionados en la base, alternadamente desiguales, los conectivos sin espolones; anteras iguales o alternada y ligeramente desiguales, el tejido de desintegración ausente (rara vez presente), las tecas lisas, los túbulos del mismo ancho que las tecas pero más cortos, dehiscentes por poros terminales o poros ligeramente oblicuos; polen sin hilos de viscina; ovarioínfero. Frutos en baya.

## Taxonomía
El género  fue descrito por Johann Friedrich Klotzsch y publicado en Linnaea 24: 14, 23–24. 1851. La especie tipo es Orthaea secundiflora (Poepp. & Endl.) Klotzsch.  

## Especies seleccionadas
- Orthaea abbreviata
- Orthaea apophysata
- Orthaea boliviensis
- Orthaea brachysiphon
- Orthaea breviflora
- Orthaea caudata
- Orthaea cavendishioides